# Act V: Hymns with the Devil in Confessional
| Críticas profissionais | Críticas profissionais |
| Avaliações da crítica  | Avaliações da crítica  |
| Fonte                  | Avaliação              |
| ---------------------- | ---------------------- |
| Allmusic               | [ 1 ]                  |
| PopMatters             | [ 2 ]                  |
| Sound Fiction          | [ 3 ]                  |
| Ultimate Guitar        | [ 4 ]                  |

Act V: Hymns with the Devil in Confessional é o sétimo álbum de estúdio da banda americana de rock progressivo The Dear Hunter, foi lançado em 9 de Setembro de 2016 pela gravadora Equal Vision Records. O álbum é a quinta parte da história dos seis atos. Se passa alguns anos depois dos acontecimentos do álbum anterior, Act IV: Rebirth in Reprise, onde o personagem principal é confrontado pelo antagonista e forçado a chantagens do mesmo.

## Desenvolvimento
Meses antes do anúncio de Act V: Hymns with the Devil in Confessional, Casey Crescenzo começou a tocar uma nova música, "Light", em alguns shows durante a turnê de 2016.
Em 20 de Junho de 2016, a banda enviou pacotes aos fãs que adiquiriram o Lifetime Fan Club Package em 2010. Esses fãs receram um papel laminado com a aparência de um cartão postal que continha as palavras "HYMNS WITH THE DEVIL IN CONFESSIONAL" escrito em um lado, no outro lado uma mensagem assinada por "Mr. Usher". O cartão postal também continha ranhuras que podiam ser tocadas como um disco de vinil revelando uma mensagem falada relacionada a história, acompanhada de uma reprise do fim da música "City Escape" do álbum Act I: The Lake South, the River North.
O cartão também continha uma URL para o site hymnswiththedevil.com, que continha uma figura de um cartão queimado e uma contagem regressiva para o dia 22 de Junho de 2016 às 13:00 EDT. No fim da contagem, a banda anunciou oficialmente o álbum novo no seu website, Facebook, Twitter e Instagram, bem como a pré-venda do álbum e o lançamento do primeiro single, "Gloria".
Além do lançamento do álbum, Casey escreveu uma mensagem pessoal no website, que falava sobre os pensamentos de sua carreira, a produção do Act V e sobre o futuro do Act VI:

"Esses dois álbuns, Act IV e V, foram escritos e gravados praticamente na mesma época - apesar de cada álbum conter sua própria identidade, tom e experiência.
Contudo, Act V será a última gravação de rock da série dos atos. Para alguns isso pode significar que eu estou abandonando o projeto, um álbum antes - mas a verdade é simplesmente que, ao saber o que o Act VI significa para a série, e o que sua história tem a dizer - apresentá-lo na mesma forma que os atos anteriores seria desinteressante, com a oportunidade criativa que ele me dá."

Em 5 de agosto o segundo single chamado "The Revival" foi disponibilizado nas plataformas de streaming e no site oficial da banda. Em 25 de agosto o terceiro e último single, "Light" também foi disponibilizado.
O álbum foi lançado em 9 de Setembro de 2016, estreando na posição 48 na lista da Billboard 200

## Faixas
| N.º            | Título                                | Duração |  |
| 1.             | "Regress"                             | 1:22    |  |
| 2.             | "The Moon / Awake"                    | 6:09    |  |
| 3.             | "Cascade"                             | 5:11    |  |
| 4.             | "The Most Cursed of Hands / Who Am I" | 6:42    |  |
| 5.             | "The Revival"                         | 5:00    |  |
| 6.             | "Melpomene"                           | 4:14    |  |
| 7.             | "Mr. Usher (On His Way to Town)"      | 4:59    |  |
| 8.             | "The Haves Have Naught"               | 4:12    |  |
| 9.             | "Light"                               | 4:02    |  |
| 10.            | "Gloria"                              | 5:16    |  |
| 11.            | "The Flame (Is Gone)"                 | 5:40    |  |
| 12.            | "The Fire (Remains)"                  | 5:26    |  |
| 13.            | "The March"                           | 4:12    |  |
| 14.            | "Blood"                               | 4:33    |  |
| 15.            | "A Beginning"                         | 6:19    |  |
| Duração total: | Duração total:                        | 73:17   |  |

## Pessoal[7]
| - Casey Crescenzo - voz principal, guitarra, violão, órgão, percussão, piano, sintetizador - Nick Crescenzo - bateria, percussão - Rob Parr - guitarra, órgão - Nick Sollecito - baixo, sintetizador - Max Tousseau - guitarra, violão - Gavin Castleton - piano, sintetizador, voz secundária - Phil Crescenzo - banjo - Judy Crescenzo - voz secundária - Tivoli Breckenridge - voz secundária - Casey Crescenzo - produção, engenharia de áudio - Nick Crescenzo, Max Tousseau, Phil Crescenzo, Nick Sollecito, Gavin Castleton - engenharia de áudio - Mike Watts - mixagem - Mike Kalajian - masterização de áudio - Fesse Nichols - engenharia de gravação - Jason Butler, Brendan Dreaper - engenheiro auxiliar - Alex Dandino, Gavin Castleton - composição adicional - Nicky Barkla - arte - Joel Kanitz - layout e design - Adam Gorham - ilustrações | - Casey Crescenzo - orquestração - Brian Adam McCune - edição, preparação musical, orquestração - Incluindo membros da Awesöme Orchestra - David Möschler - condutor musical - Jenny Hanson, Deborah Yates - flauta - Arturo Rodriguez - flauta, flautim - Ashley Ertz, Sue Crum - oboé - James Pytko, Carolyn Walter - clarinete - Scott Alexander - fagote - Kris King - fagote, contrafagote - Jon Betts, Heidi Trefethen, Phil Hobson, Nick Carnes - trompa - Harlow Carpenter, Michael Cox, Justin Smith, Manny Mendez - trompete - Justin Smith - flautim trompete, trompete - Allison Gomer, Bruce Colman, Brad Kleyla - trombone - Jeremy Carrillo - sousafone - Robinson Love - tuba - Lily Sevier - percussão, tímpano - Liza Wallace - harpa - Ishtar Hernandez, Laura Shifley , Ann Eastman, Shaina Evoniuk , Lucy Giraldo, Moses Lei, Steve Tjoa, Christopher Liao - violino - Christina Owens, Christina Lesicko, Alice Eastman - viola - Sam Leachman, Karen Suga, Cindy Hickox, Freya Seeburger - violoncelo - Amanda Wu, Travis Kindred, Alex Van Gils - contrabaixo - Ben Shaw - saxofone barítono - Chris Gagnon - saxofone alto, saxofone tenor |

## Paradas Musicais
| Ano  | Chart                        | Posição |
| ---- | ---------------------------- | ------- |
| 2016 | The Billboard 200            | 48      |
| 2016 | Billboard Top Rock           | 11      |
| 2016 | Billboard Alternative Albums | 9       |